# Valaskjalf
Valaskjalf (an. Valaskjálf) ist in der nordischen Mythologie einer der Götterpaläste in Asgard. Das Dach der Halle ist mit Silber gedeckt. Laut der Snorra-Edda steht hier auch Hlidskialf, der Thron Odins.

„Die dritte Halle hebt sich,

wo die heitern Götter

Den Saal mit Silber deckten.

Walaskialf heißt sie, die sich erwählte

Der As in alter Zeit.“

Valaskjalf könnte dem Namen nach eventuell auch der Wohnsitz des Gottes Wali sein. Snorri Sturluson hingegen schreibt in der Gylfaginning, dass Valaskjalf einer der Höfe Odins sei (Gylfaginning, 17). 